# Heterogenella multfurcata
Heterogenella multfurcata är en tvåvingeart som beskrevs av Spungis och Jaschhof 2000. Heterogenella multfurcata ingår i släktet Heterogenella och familjen gallmyggor.
Artens utbredningsområde är Tyskland. Inga underarter finns listade i Catalogue of Life.